# Lisbeth Frandsen
Lisbeth Ida Frandsen (* 15. Januar 1925 in Kopenhagen; † 18. Juni 1998 ebenda) war eine dänische Schauspielerin und Hörfunkmoderatorin.

## Leben und Wirken
Lisbeth Frandsen absolvierte von 1947 bis 1951 ihre Schauspielausbildung an der Eleveskole des Königlichen Theaters Kopenhagen, wo sie im Jahr 1952 auch ihr Bühnendebüt hatte. Sie stand in zahlreichen Theaterstücken, Varieté-Shows, Kabarett-Programmen und Musicals auf der Bühne. Zudem wirkte sie im dänischen Fernsehen in mehreren Werbespots mit und moderierte zeitweise eine Sendung bei Danmarks Radio.
Von 1961 bis 1987 wirkte Frandsen in mehreren Film-und-Fernsehproduktionen als Schauspielerin vor der Kamera mit, darunter auch in der in Dänemark sehr beliebten Fernsehserie Die Leute von Korsbaek.
Lisbeth Frandsen war vom 31. Mai 1958 bis zu dessen Tod mit dem Redakteur Helge Steincke (1919–1988) verheiratet. Das Paar hatte zwei Kinder. Sie selbst starb am 18. Juni 1998 im Alter von 73 Jahren in Kopenhagen.

## Filmografie
- 1961: Sa ruller vi
- 1965: Mor bag rattet
- 1965: Kaliber 7,65 – Diebesgrüße aus Kopenhagen (Slå først, Frede!)
- 1972: Motorvej pa Sengekanten
- 1976: En enkelt til Waterloo
- 1977–1980: Ein Haus in der Provinz (Fernsehserie)
- 1978: Die Olsenbande steigt aufs Dach (Olsen-banden går i krig)
- 1979–1982: Die Leute von Korsbaek (Matador, Fernsehserie)
- 1980: Undskyld vi er her
- 1981: Flid fedt og snyd
- 1982: Mille und Mikkel (Mille og Mikkel, Fernsehserie)
- 1987: En mild dom